# Anna Bohlin
Anna Mathilda Bohlin, född Sahlin 1 november 1901 i Falu Kristine församling, Falun, död 20 augusti 1992 i Lunds domkyrkoförsamling, var en svensk lärare och översättare. Hon översatte drygt 20 böcker, huvudsakligen av teologisk karaktär, från engelska, franska, danska och tyska. När hon någon gång översatte en sekulär bok gjorde hon det under pseudonymen Anna Rapp.

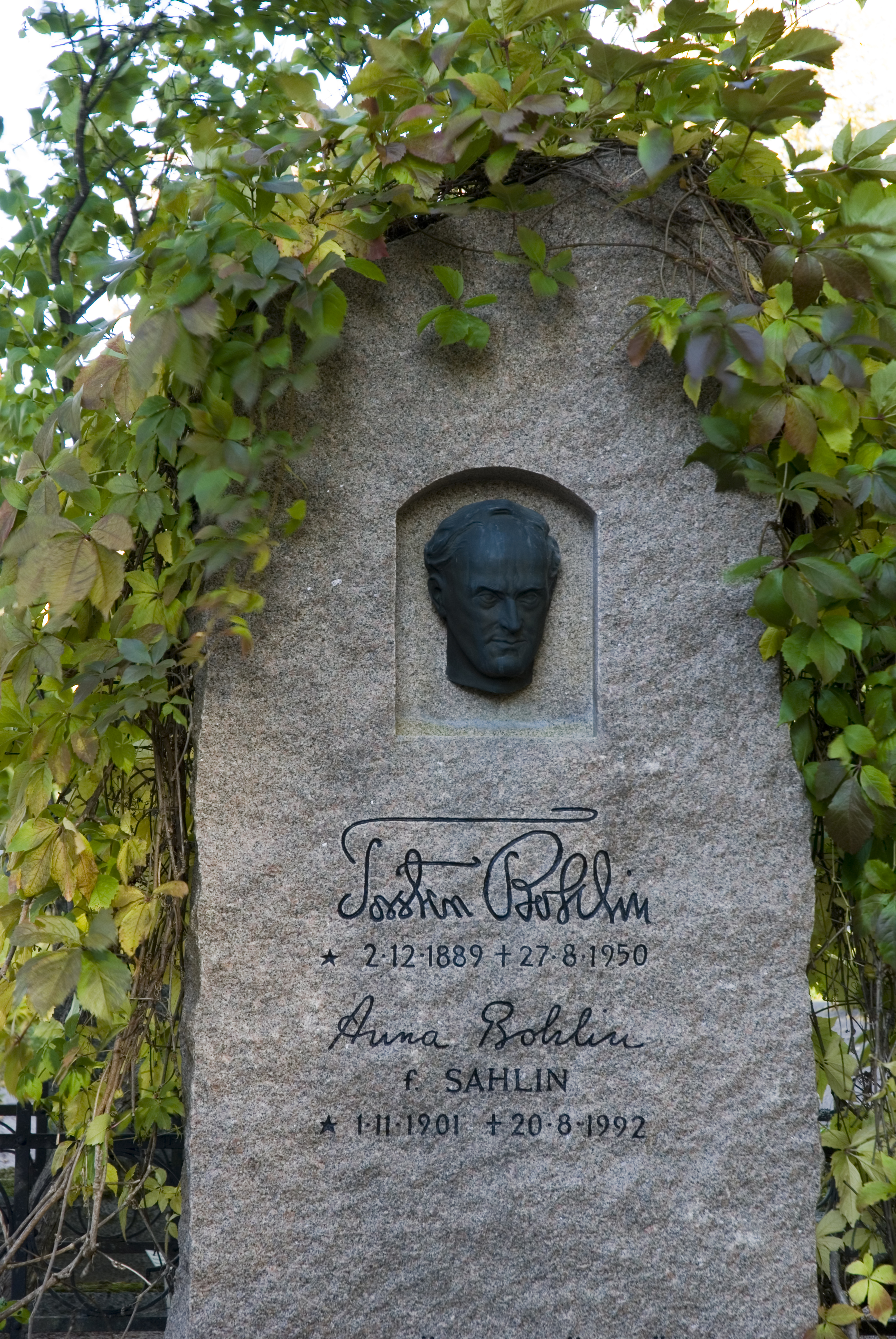
Gravvård Uppsala gamla kyrkogård

Hon var dotter till lektor Enar Sahlin och hans hustru Rigmor, född Nettelbladt, och gifte sig 1923 med biskop Torsten Bohlin (1889–1950). Två av parets barn är professorn i musikvetenskap Folke Bohlin och teologen Torgny Bohlin.

## Översättningar (urval)
- Bernard Bouvier: Henri-Frédéric Amiel (Svenska kyrkans diakonistyrelse, 1925)
- Sören Kierkegaard: Sören Kierkegaards dagbok (urval och inledning av Torsten Bohlin) (Svenska kyrkans diakonistyrelse, 1928)
- François Fénelon: Kristliga råd och betraktelser: urval ur Fénelons skrifter (Le christianisme de Fénelon) (Svenska kyrkans diakonistyrelse, 1930)
- Adrian Johansen: Älven forsar: roman från Färöarna (Elven fosser) (Lindblad, 1954)
- Nathanael West: Fru Hjärtesorg (Miss Lonelyhearts) (Rabén & Sjögren/Vi, 1955)
- Maxwell Jones: Samhällspsykiatri: att vidareutveckla det terapeutiska samhället (Beyond the therapeutic community: social learning and social psychiatry) (Rabén & Sjögren, 1973)
- Jürgen Moltmann: Befrielsens språk: predikningar och föredrag (Die Sprache der Befreiung) (Gummesson, 1978)